# おにいさまへ…
『おにいさまへ…』(お兄様へ…)は、池田理代子による日本の漫画作品。『週刊マーガレット』（集英社）にて、1974年12号から39号まで掲載。名門女子高の社交クラブ「ソロリティ」を舞台に、女子生徒たちの嫉妬や同性愛的な友情が描かれている。1991年にテレビアニメ化されている。アニメではサン・ジュスト（朝霞れい）の最期と薫の君（折原薫）のその後が変更されている。

## あらすじ
高校受験を控えた中学生・御苑生奈々子は、進学教室で講師のアルバイトをしていた大学生の辺見武彦に「おにいさまになってください」と申し出て文通を始める。奈々子は高校生活を「おにいさまへ」の手紙に綴る。
奈々子が入学した青蘭学園高等部は良家の令嬢が集う名門女子校。入学式の日、学園の特権組織で、選ばれた生徒のみが入会を許される社交クラブ・ソロリティの存在を知る。自分とは無縁の世界と思っていた奈々子だったが、なぜかクラスメイトの信夫マリ子と共にメンバーに選ばれる。奈々子は周囲からの嫉妬や噂に苦しむが、「薫の君」こと折原薫や「サン・ジュストさま」こと朝霞れいに救われる。ソロリティ会長の一の宮蕗子も不自然に奈々子をかばう。やがて奈々子はれいの孤独な境遇を知り、強く惹かれていく。
マリ子は父親の女性スキャンダルをからかったクラスメイトをナイフで切りつけ、停学処分になる。蕗子はマリ子のソロリティ除名処分を決定するが、以前からソロリティの特権主義に疑問を抱いていた奈々子もソロリティを辞める。翌日開かれた臨時生徒総会では、薫がソロリティ廃止を提案、れいと署名活動をはじめる。続々と署名が集まり、ソロリティメンバーからも離反者が出る。蕗子に罵倒されたれいは、奈々子に自分と蕗子の出生の秘密を明かしたあと、睡眠薬自殺する。その後、蕗子は自らソロリティ解散を申し出る。
奈々子は文通していた武彦が自分の義兄と知る。秋になり停学の解けたマリ子が登校する。薫は元恋人の武彦にプロポーズされ、18歳で結婚、武彦とドイツに渡る。2年後、奈々子は薫の訃報を受け取る。

## 登場人物
「声」はアニメ版における担当声優。
御苑生奈々子（みそのお ななこ）
声 - 笠原弘子（パイロット版は水谷優子）
本作の主人公にして語り手。緩い癖のある髪をボブにしている。青蘭学園高等部1年。高校から青蘭学園に通うこととなった。武彦を「おにいさま」と呼び、文通している。
お菓子作りが趣味の平凡な少女だったが、会長の蕗子に目をかけられて、ソロリティに入会したことが原因で、嫉妬した生徒たちからの嫌がらせを受け、れいや薫との複雑な関係に巻き込まれていくが、そのことが彼女を大きく成長させる。バス通学初日で出会って以来れいを慕っている。
5歳の時、母親が再婚し、義理の父親と暮らしているが家族仲は良好。物語終盤、武彦が義兄と知りショックを受けたが、継父や武彦をより一層尊敬するようになった。
奈々子の父
声 - 有本欽隆
大学教授。息子を連れて家を出た前妻と離婚したあと、いきつけの小料理屋の仲居だった奈々子の母親と知り合い1年後に再婚した。奈々子を実の娘のように心から愛し慈しみ、また、前妻の息子である武彦にも養育費を送り続けている。
奈々子の母
声 - 鈴木弘子
幼い娘を抱え小料理屋で働いていたが、大学教授の御園生と知り合い結婚した。いつも和服を着ている。夫を心から尊敬しており、奈々子を折り目正しくしつけている。奈々子にも夫にも奈々子の血の繋がった父親が誰なのか沈黙して語らない。
信夫マリ子（しのぶ マリこ）
声 - 玉川紗己子
奈々子のクラスメイト。中学から青蘭学園に通っている。入学時からソロリティのメンバーになることを熱望しており、実際に選ばれる。
波打つ黒髪のロングヘアに赤い唇が特徴的なスタイルの良い美少女。密かに両手の親指に赤いマニキュアを塗って薔薇の香りのコロンを付けている。父はポルノ作家の桧川信夫（ひかわしのぶ）で、生徒から内心軽蔑されているが、親が学園に莫大な寄付をしているため、表面的には大切にされている。
甘え上手で、上級生からは「子猫ちゃん」と呼ばれているが、友達がおらず、高校から外部入学してきた奈々子を勝手に親友扱いして付きまとっている。
仕事を口実に不在がちな父親が本当は不倫で帰宅しないことを知っており、普段は家で母親と2人きりで過ごし、経済的には裕福だが寂しい思いをしている。
家庭でも学校でも孤独なせいか奈々子に対する独占欲が強く、智子との仲を裂こうと図ったり、奈々子がわがままを叶えないと錯乱する等、常軌を逸した行動を取ることがあり、情緒不安定。
強引で愛情表現が過剰なため奈々子に敬遠されることもあるが、次第に友情が芽生える。
父が原因で大の男嫌いで、薫を慕っているが、停学中に一の宮貴と親しくなる。後に両親の離婚により、母方の姓の「関谷」を名乗る。
一の宮蕗子（いちのみや ふきこ）
声 - 小山茉美
青蘭学園高等部3年。生徒会長にしてソロリティの会長。学園理事長の娘で、上流階級の持つ気品と高貴さを体現した美女。ヘアバンドで纏めた長い巻き髪が印象的。全校生徒の憧れの的で、「宮様」と呼ばれている。
会長の権限で奈々子をソロリティメンバーにして可愛がるが、自分の崇拝者にして武彦から遠ざけるのが目的だった。異母妹のれいに対し、たびたび冷たくあたる。過去にれいが異母妹と知ってショックを受け、心中未遂事件を起こしたことがある。れいを傷つけ後追いできなかったことに負い目を感じ、青蘭学園に転校させた。しかし、ソロリティ廃止運動では、れいに、自分のそばに置いたのは優越感を得るためと罵倒した。ソロリティ廃止後も堂々と登校し、その誇り高さで奈々子を感嘆させた。
アニメ版では武彦との因縁が描かれ、ソロリティ廃止に関わる部分やれいに対する描写が異なっている。
朝霞れい（あさか れい）
声 - 島本須美
青蘭学園高等部2年。クールで謎めいた美貌から、フランス革命の指導者にちなんで「花のサン・ジュストさま」の異名を持ち、数多くの崇拝者を持つ麗人。ロングヘアで背が高く、男性的な服を着ている。薫とは親友で、スポーツやギターも得意。未成年でありながら、煙草を吸い、鎮痛剤や睡眠薬など大量の薬を常用している。マンションに一人暮らしで、まともに食事をとらないなど荒れた生活をしている。異母姉の蕗子に対しては憎みながらも崇拝に近い愛情を抱いている。一の宮家当主の妾の子として生まれ、母親の死後、蕗子に心中を持ち掛けられ、右手首を切られた。傷跡は蕗子にもらった腕輪で隠している。反省した蕗子の「妹として愛するようつとめる」という言葉を信じ青蘭学園に転校したが、期待を裏切られても蕗子に愛されることを望んでいた。ソロリティ廃止運動で蕗子に罵倒されたあと、蕗子が実の姉で一の宮家の養女であること、誇り高さを失わせたくないという理由で黙っていたことを奈々子にうちあけた後、睡眠薬自殺した。
アニメ版ではピアノが得意で、終盤に転落して電車にはねられるという事故死に変更された。
折原薫（おりはら かおる）
声 - 戸田恵子
奈々子のクラスメイト。奈々子より1歳年上だが、病気療養で1年休学していたので奈々子と同級生となった。名前と『源氏物語』の薫の君にちなんで、生徒から「薫の君」と呼ばれている。長身で髪は癖のあるショートヘア。ボーイッシュでスポーツ万能な事から生徒に人気だが、家事全般は不得意。バスケ部キャプテンとクラス委員を務める。クラスのまとめ役で入学当初からソロリティの存在に反対しており、嫌がらせを受ける奈々子を庇う。
実は乳癌で片方の乳房を切除しており、再発におびえていた。交際していた武彦にも事情を話さず別れを告げていたが、ドイツ留学する武彦に最後まで苦しみを引き受けると説得され、18歳で結婚しドイツに渡るが、2年後病死した。
アニメ版では、れいが最後の一瞬まで使い切ってしまったのに対し、1年でも5年でも生きることが出来るのだと蕗子に諭されて武彦と結婚した。2年後、子を儲けるが、その子の性別は不明。
辺見武彦（へんみ たけひこ）
声 - 玄田哲章
奈々子が中学の頃に通っていた塾で、講師のアルバイトをしていた大学院生（担当科目は、社会科）。「おにいさま」として奈々子と文通を始める。実は奈々子の継父である御苑生教授の実子で、奈々子の義兄。奈々子に声をかけられたときから、妹と気づいていた。
薫の元恋人で、ドイツ留学が決まったあと、彼女の全てを受け入れ結婚しドイツに旅立った。
一の宮貴（いちのみや たかし）
声 - 堀内賢雄
蕗子とれいの兄で、武彦の親友。かたくなに男を嫌うマリ子を逆に気に入っており、後に停学中のマリ子を援助した。薫と武彦の関係を知る人物。
智子（ともこ）
声 - 神田和佳
アニメ版では有倉智子（ありくら ともこ）。髪をポニーテールにし、リボンを結んでいる。奈々子の中学時代からの友人。奈々子と同様、高校から青蘭学園に通うこととなる。異常な面が目立つ登場人物の中で数少ない常識人。
奈々子がソロリティに入ったことで仲が疎遠になり、彼女に怒りに似た誤解を抱く。原作ではソロリティ廃止運動の頃に和解するが、アニメ版では早期に和解している。またアニメ版では、当初仲が悪かったマリ子とも物語の中盤頃から仲良くなる。
三咲（みさき）
声 - 勝生真沙子
奈々子のクラスメイト。セミロングの髪をカールさせサイドに髪留めを付けている。中学から青蘭学園に通っている。父親は有名な弁護士。ソロリティに憧れていたが、落選してしまい、ソロリティに入った奈々子やマリ子を妬み、執拗に攻撃してくる。
アニメ版では三咲綾（みさき あや）という名前が設定され、マリ子と中学時代に色々な面で因縁を持っていた描写が詳しく書かれている。

## 用語
青蘭学園（せいらんがくえん）高等部
本作の舞台となる名門私立女子校。中等部もあり、中等部からエスカレーター式に高等部へ進級する者がほとんどで、奈々子のような高校から入学する者は少ない。
ソロリティメンバーズ
学園の特権組織である社交グループ。通称：ソロリティ。家柄、教養、容姿、健康などに恵まれた生徒だけが入会出来る。新入生や留学生を上級生のメンバーズが厳しく審査し、投票で選ぶ。メンバーになれば、パーティに紹介されたり学校から専用部屋が用意されたりなどといった特権が認められて、充実な学園生活が送れるため、ソロリティに憧れる生徒も多くいるが、このような特権的な組織に批判的な者もいる。
本来のソロリティに関しては、フラタニティとソロリティの項目を参照。

## テレビアニメ
手塚プロダクション製作でアニメ化され、NHK-BS2で1991年7月14日から1992年5月31日まで放送された。45回放送されたが、放送中に4話分、物語終了後に2話分（計6話分）の総集編が入っており、物語自体は全39話である。
これまで手塚プロダクションは手塚治虫原作の作品のみを映像化し続けてきたが、他者原作の映像化は本作が第一号であった。フランスでも放映されたが、当時のフランスは日本ほどLGBTに対する理解が進んでおらず、子供が見るのにふさわしくないという理由で途中で打ち切りになった。

### スタッフ
- 原作：池田理代子
- 監督：出崎統
- シリーズ構成：高屋敷英夫、金春智子
- キャラクターデザイン・作画監督：杉野昭夫
- 音楽：羽田健太郎
- 撮影監督：高橋宏固
- 美術デザイナー：田中資幸
- 音響監督：山田悦司
- 音楽監督：鈴木清司
- ミキサー：大城久典
- 効果：フィズサウンドクリエイション
- アニメーションプロデューサー：永山邦明
- 制作プロデューサー：松本弘孝、塩浦雅一
- アニメーション：手塚プロダクション
- 共同制作：NHKエンタープライズ
- 制作・著作：NHK

### 主題歌
オープニングテーマソング「黄金の器 銀の器」
作詞・作曲：小椋佳、編曲：原田真二、歌：高田さとみ（ファイヤー・クラッカーズ）
エンディングテーマソング「気まぐれな妖精」
作詞・作曲：小椋佳、編曲：原田真二、歌：野田貴子（ファイヤー・クラッカーズ）

### 各話リスト
| 話 | 放送日         | サブタイトル                 | 脚本                | 絵コンテ | 演出       | 作画監督          |
| -- | -------------- | ---------------------------- | ------------------- | -------- | ---------- | ----------------- |
| 1  | 1991年 7月14日 | 華麗なる人びと               | 高屋敷英夫          | 出崎統   | 五月女有作 | 杉野昭夫          |
| 2  | 7月21日        | ガラスの靴                   | 金春智子            | 出崎統   | 鈴木卓夫   | 杉野昭夫          |
| 3  | 7月28日        | 奈々子失格?                  | 森雅美              | 出崎統   | 野上和男   | 杉野昭夫          |
| 4  | 8月4日         | オルゴール                   | 朝倉千筆            | 出崎統   | 宮崎一哉   | 杉野昭夫          |
| 5  | 8月11日        | 疑惑の刺                     | 高屋敷英夫          | 出崎統   | 宇田忠順   | 杉野昭夫          |
| 6  | 8月18日        | 迷い道、ひとり               | 金春智子            | 出崎統   | 吉村文宏   | 杉野昭夫          |
| 7  | 8月25日        | 闇の時計塔                   | 朝倉千筆            | 出崎統   | 宮崎一哉   | 杉野昭夫          |
| 8  | 9月1日         | あなたが欲しい               | 朝倉千筆            | 鈴木卓夫 | 鈴木卓夫   | 杉野昭夫          |
| 9  | 9月8日         | 発病、砕かれた心             | 高屋敷英夫          | 出崎統   | 宇田忠順   | 杉野昭夫          |
| 10 | 9月15日        | マリ子…                      | 朝倉千筆            | 橋本三郎 | 篠原俊哉   | 杉野昭夫          |
| 11 | 9月22日        | 楡の木にて                   | 金春智子            | 出崎統   | 吉村文宏   | 杉野昭夫          |
| 12 | 9月29日        | きずあと                     | 森雅美              | 出崎統   | 廣嶋秀樹   | 杉野昭夫          |
| 13 | 10月6日        | 心中伝説                     | 高屋敷英夫          | 出崎統   | 鈴木卓夫   | 杉野昭夫          |
| 14 | 10月27日       | 秘密の扉                     | 朝倉千筆            | 橋本三郎 | 松見真一   | 杉野昭夫          |
| 15 | 11月3日        | 蕗子、海鳴り                 | 金春智子            | 出崎統   | 吉村文宏   | 杉野昭夫          |
| 16 | 11月10日       | カムバック                   | 森雅美              | 出崎統   | 廣嶋秀樹   | 杉野昭夫          |
| 17 | 11月17日       | 追伸                         | 高屋敷英夫          | 出崎統   | 鈴木卓夫   | 杉野昭夫          |
| 18 | 11月24日       | 夢の中へ                     | 朝倉千筆            | 出崎統   | 松見真一   | 瀬谷慎二          |
| 19 | 12月8日        | うたかたゲーム               | 金春智子            | 出崎統   | 吉村文宏   | 杉野昭夫          |
| 20 | 12月15日       | 花鋏                         | 朝倉千筆            | 出崎統   | 廣嶋秀樹   | 杉野昭夫          |
| 21 | 12月22日       | 学園祭                       | 森雅美              | 出崎統   | 鈴木卓夫   | 杉野昭夫          |
| 22 | 12月29日       | 夏の日のセレナーデ           | 高屋敷英夫          | 出崎統   | 松見真一   | 瀬谷慎二          |
| 23 | 1992年 1月12日 | 禁じられた贈り物             | 高屋敷英夫          | 出崎統   | 吉村文宏   | 杉野昭夫          |
| 24 | 1月19日        | アンコール                   | 高屋敷英夫          | 出崎統   | 廣嶋秀樹   | 杉野昭夫          |
| 25 | 1月26日        | 薔薇のルージュ               | 金春智子            | 出崎統   | 佐藤豊     | 杉野昭夫          |
| 26 | 2月2日         | あかし、二人だけの雪         | 森雅美              | 出崎統   | 松見真一   | 杉野昭夫          |
| 27 | 2月23日        | マリ子刃傷事件               | 小出克彦            | 出崎統   | 吉村文宏   | 杉野昭夫          |
| 28 | 3月1日         | クリスマスキャンドル         | 高屋敷英夫          | 出崎統   | 廣嶋秀樹   | 杉野昭夫          |
| 29 | 3月8日         | 生徒総会                     | 金春智子            | 出崎統   | 佐藤豊     | 杉野昭夫          |
| 30 | 3月15日        | 署名運動                     | 高屋敷英夫 小出克彦 | 出崎統   | 鈴木卓夫   | 杉野昭夫          |
| 31 | 3月22日        | 腐った果実                   | 金春智子 森雅美     | 吉村文宏 | 吉村文宏   | 杉野昭夫          |
| 32 | 3月29日        | 誇り、ラストミーティング     | 金春智子            | 出崎統   | 高田淳     | 安藤真裕 土屋堅一 |
| 33 | 4月5日         | 飛翔                         | 高屋敷英夫          | 出崎統   | 廣嶋秀樹   | 杉野昭夫          |
| 34 | 4月12日        | 沐浴                         | 高屋敷英夫          | 出崎統   | 佐藤豊     | 杉野昭夫          |
| 35 | 4月19日        | 夢海岸                       | 金春智子            | 吉村文宏 | 吉村文宏   | 杉野昭夫          |
| 36 | 4月26日        | 蛍火、恋に燃えて…            | 森雅美 金春智子     | 出崎統   | 野上和男   | 杉野昭夫          |
| 37 | 5月3日         | 回転木馬（メリーゴーランド） | 金春智子 小出克彦   | 出崎統   | 廣嶋秀樹   | 内田裕            |
| 38 | 5月10日        | YES…                         | 高屋敷英夫          | 出崎統   | 佐藤豊     | 杉野昭夫          |
| 39 | 5月17日        | 残り香                       | 高屋敷英夫          | 出崎統   | 吉村文宏   | 杉野昭夫          |

### ネット配信
2019年11月8日から2020年1月20日まで、YouTubeの「手塚プロダクション公式チャンネル」より、月～金に1話ずつ期間限定無料配信された。
2020年12月23日・12月24日・12月25日の3日に渡って、同チャンネルから4話（ラストは2話）ずつ、まとめて無料配信された（いずれも配信期間は2021年2月22日14:00（JST）まで）。なお第1話はその後も無料配信が行われている。更に不定期に一挙配信を行なっている。
2021年4月19日からは、YouTubeの「アニメログ」より月～金に1話ずつ無料配信が行われている。